# Angarmbulumardja Island
Angarmbulumardja Island ist eine unbewohnte Insel im Northern Territory in Australien.
Die Insel liegt 5,8 Kilometer vom australischen Festland entfernt im Gulf of Carpentaria.
Sie ist 2,1 Kilometer lang und 1,4 Kilometer breit. In der Nähe liegen die Inseln Yingilirrba Island, Ilyaugwamaja Island und Milyema Island.